# براندان أوبراين (لاعب كريكت)
براندان أوبراين (2 سبتمبر 1942 في جمهورية أيرلندا - ) (بالإنجليزية: Brendan O'Brien)‏ هو لاعب كريكت أيرلندي. شارك مع منتخب أيرلندا للكريكت.

## وصلات خارجية
- براندان أوبراين على موقع إي آس بي آن كريك إنفو (الإنجليزية)
- براندان أوبراين على موقع قاعدة بيانات كرة القدم.إي يو (الإنجليزية)